# 泰平橋停留場
泰平橋停留場（たいへいばしていりゅうじょう）は、かつて熊本県熊本市にあった熊本市交通局川尻線に属した電停（廃駅）である。

## 構造
- 泰平橋のアーチ部の南端の白川下流（白川橋）寄りの専用軌道上に2面2線の相対式ホームであった。

## 歴史
- 1927年（昭和2年）4月27日 熊本電気軌道時代、泰平橋 - 世安橋間開業と共に開設。
- 1945年（昭和20年）12月1日 熊本市が百貫線と共に川尻線買収、熊本市交通局の路線となる。
- 1965年（昭和40年）2月21日 川尻線廃止に伴い、当駅も廃止。

## 現在
- 白川の河川改修（白川堤防拡張工事）で泰平橋南端の専用軌道があった堤防ごと掘削して無くなっている。

## 隣の停留場
熊本市交通局
川尻線
迎町電停 - 泰平橋電停 - 白川橋電停